# Santiago Pérez Larraín
Santiago Segundo Pérez Larraín (Rancagua, Reino de Chile, Imperio español, 21 de octubre de 1798-Santiago, de 1868), político y hacendado chileno.

## Vida
Fue hijo del prócer de la independencia don Francisco Antonio Pérez Salas y de Antonia Larraín Salas. Estudió en el Instituto Nacional donde egresó de abogado.
Contrajo nupcias con Mercedes Caldera Mascayano, tuvieron seis hijos, entre ellos a los parlamentarios: Francisco de Paula Pérez Caldera y Cesáreo Pérez Caldera.
Dedicado a las faenas agrícolas en las tierras de su padre, un prócer de la independencia de Chile, siendo uno de los más importantes hacendados de la zona central del país. 
Adherente a las ideas de los pelucones, fue elegido diputado suplente por Aconcagua al Congreso de 1829, e integró la Comisión Permanente de Educación.
Senador por el Partido Conservador, en representación de Cachapoal (1864-1873), integrando la comisión permanente de Hacienda e Industria, además la de Educación y Beneficencia. Sin embargo falleció antes de terminar su mandato, por lo cual fue reemplazado por el senador suplente Patricio Larraín Gandarillas (conservador).